# 姜娜言
姜娜言（韓語：강나언，2001年4月15日—），或译姜娜延，韩国女演员，2022年参演电视剧《Blind》正式出道。

## 早年经历
姜娜言儿时与家人在德国生活过一段时间后回到了韩国，之后父母又去了德国，只留下她与年长5岁哥哥在韩国生活，高中时期她住在集体宿舍，进入大学后开始独自一人生活。姜娜言的哥哥也是一名演员，她在中学三年级时看到哥哥在艺术高中的演出后第一次产生了站在舞台上表演的想法，也是从那时起开始上演技学院为考入艺术高中作准备。
姜娜言在韓國藝術綜合學校表演系读至三年级时选择休学。

## 演艺经历
2022年姜娜言与K1娱乐（Enter7前身）签约并参演tvN电视剧《Blind》正式入行。2023年在电视剧《浪漫速成班》完美展现一个敏感挑剔的高三考生，以真情实感的表演获得观众的好评和关注，并以此打开知名度；姜娜言相当喜爱她在《浪漫速成班》中的角色，她参加了3次试镜且3次选择试镜的角色都是“方秀雅”，她自认与剧中角色一样都是一旦有目标就会埋头于实现。同年在《九尾狐传1938》中展现与《浪漫速成班》中180度完全不同的演技而获得好评。
2024年首次作为主演参演剧集《金字塔游戏》，在剧中饰演一名即将出道的偶像练习生，姜娜言在剧中出色的表现获得观众好评并被认为与漫画原作高度相似。姜娜言本人平时说话的声调比较低沉，为了与剧中搭档角色沈恩贞形成对比，她在表演时有意提高了自己声调；另外她自认性格沉稳安静，与任艺琳开朗活泼的性格正好相反，整体而言她认为自己与角色有60%的相似。

## 影视作品

### 电视剧
| 年份   | 播出平台      | 剧名                       | 角色   | 备注   | 來源   |
| ------ | ------------- | -------------------------- | ------ | ------ | ------ |
| 2022年 | tvN           | 《Blind》                  | 权尤娜 |        |        |
| 2023年 | tvN           | 《浪漫速成班》             | 方秀雅 |        | [ 18 ] |
| 2023年 | tvN           | 《九尾狐傳1938》           | 菊姬   |        | [ 19 ] |
| 2023年 | KBS2          | 《Drama Special—有我们在》 | 姜敏珠 | 独幕剧 | [ 20 ] |
| 2024年 | tvN           | 《不可能的婚禮》           | 刘钟熙 |        | [ 21 ] |
| 2024年 | TVING         | 《金字塔游戏》             | 任艺琳 | 主演   |        |
| 2024年 | Cinema Heaven | 《0課時是Inssa Time》      | 金智恩 | 主演   | [ 22 ] |
| 2025年 | MBC           | 《死亡天使瑪莉》           | 佑美   | 配角   | [ 23 ] |
| 2025年 | tvN           | 《O'PENing-管家》          |        | 獨幕劇 |        |

### 音樂錄影帶
| 年份 | 歌手   | 曲名                 | 備註   |
| ---- | ------ | -------------------- | ------ |
| 2024 | 趙炳圭 | 울지 않길(Don't Cry) | [ 24 ] |

## 音樂作品

### 電視原聲帶（OST）
| 日期           | 專輯/企劃                       | 歌曲                                  | 備註                |
| -------------- | ------------------------------- | ------------------------------------- | ------------------- |
| 2024年11月09日 | 《0課時是Inssa Time》OST Part.2 | Love Is So Sweet（러브 이즈 쏘 스윗） | Cinema Heaven電視劇 |

## 外部連結
- 姜娜言的Instagram帳戶
- 姜娜言在NAVER上的资料
- 姜娜言在互联网电影资料库（IMDb）上的資料（英文）
- 姜娜言在豆瓣上的资料（简体中文）